# 施瓦布索伊恩
施瓦布索伊恩是德国巴伐利亚州的一个市镇。总面积17.02平方公里，总人口1299人，其中男性664人，女性635人（2011年12月31日），人口密度76人/平方公里。